# 金山梨花
金山 梨花 （かなやま りか）は、日本の歴史学、比較文化研究者。実業家。

## 来歴・人物
在日韓国・朝鮮人として東京都に生まれる。アメリカ合衆国に留学中、キリスト教に入信。帰国後の2005年に国際基督教大学大学院比較文化研究科博士課程修了し、博士（学術）の学位を得る。博士論文の題は「クロス・カルチャー翻訳志向におけるコスモポリタニズム : グローバル化時代の普遍的アイデンティティの探究」。国連第4回世界女性会議・ナウル共和国元特別顧問。その後、国際基督教大学アジア文化研究所に勤務。
2009年5月より、父親が1950年に新宿区高田馬場で創業した電気温水器などを取り扱う「ダイヤモンド電気」の代表取締役に就任。

## 著作
- 金山梨花『クロス・カルチャー翻訳志向におけるコスモポリタニズム : グローバル化時代の普遍的アイデンティティの探究 (甲第113号)』国際基督教大学、2005年6月30日。 NAID 500000332053。
- “Universal Public through the Politics of Translation: Toward a True Majority Reign”. 社会科学ジャーナル (International Christian Univesrsity) (58):  51-70. (2006-03). ISSN 04542134.

- Kanayama, Rika (31 March 2006). Social Science Research Institute (II-B). ed. AN00088847. “Depth of Identity--In Search of a Universal Identity in the Age of Globalization”. Journal of Social Science (International Christian Univesrsity) (57). ISSN 0454-2134. OCLC 5172704832.　「アイデンティティの深層--グローバル化時代の普遍的アイデンティティの探究」

- Kanayama. Y (31 March 2006). Social Science Research Institute. ed. AN00088847. “Universal Public through the Politics of Translation: Toward a True Majority Reign”. Journal of Social Science (58):  51-70. ISSN 0454-2134. 「翻訳の政治における普遍的公共性:真の多数派統治に向けて」

- 「ジェンダーと人格論」『社会科学ジャーナル』第60号、International Christian Univesrsity、2007年3月31日、243 - 265頁、ISSN 0454-2134。

- 「新しい人」『社会科学ジャーナル』第66号、International Christian Univesrsity、2008年9月30日、95 - 118頁、ISSN 0454-2134。